# 홈플리 다항식
매듭 이론에서 홈플리 다항식(HOMFLY多項式, 영어: HOMFLY polynomial)은 유향 연환에 대하여 정의되는 2변수 다항식 불변량이다.

## 정의
홈플리 다항식은 모든 유향 연환
{\displaystyle K\colon (\mathbb {S} ^{1})^{\sqcup n}\hookrightarrow \mathbb {S} ^{3}}
에 대하여 정의되는, 두 변수 {\displaystyle \alpha }, {\displaystyle z}에 대한 정수 계수 다항식
{\displaystyle P_{K}(\alpha ,z)\in \mathbb {Z} [\alpha ,\alpha ^{-1},z,z^{-1}]}
이며, 다음과 같은 두 조건으로 유일하게 결정된다.
- (임의의 방향이 주어진) 자명한 매듭 {\displaystyle \bigcirc }에 대하여, {\displaystyle P_{\bigcirc }(\alpha ,z)=1}
- (타래 관계 영어: skein relation) 임의의 연환 그림의 한 부분을 국소적으로 수정하여, 다음과 같은 세 연환 {\displaystyle L_{+}}, {\displaystyle L_{-}}, {\displaystyle L_{0}}를 정의하였다고 하자.

그렇다면, 이들의 홈플리 다항식은 다음과 같은 관계를 갖는다.
{\displaystyle \alpha P_{L_{+}}(\alpha ,z)-\alpha ^{-1}P_{L_{-}}(\alpha ,z)=zP_{L_{0}}(\alpha ,z)}

### 존스 다항식과 알렉산더 다항식
홈플리 다항식으로부터, 다음과 같은 두 다항식을 정의할 수 있다.
- 존스 다항식(영어: Jones polynomial): {\displaystyle V_{L}(q)=P_{L}(q^{-1},q^{1/2}-q^{-1/2})}
- 알렉산더 다항식(영어: Alexander polynomial): {\displaystyle \Delta _{L}(q)=P_{L}(1,q^{1/2}-q^{-1/2})}

## 성질
홈플리 다항식 {\displaystyle P_{L}(\alpha ,z)\in \mathbb {Z} [\alpha ,\alpha ^{-1},z,z^{-1}]}은 정수 계수 로랑 다항식이다. 또한, 존스 다항식과 알렉산더 다항식
{\displaystyle V_{L}(q)=P_{L}(q^{-1},q^{1/2}-q^{-1/2})\in \mathbb {Z} [q^{1/2},q^{-1/2}]}
{\displaystyle \Delta _{L}(q)=P_{L}(1,q^{1/2}-q^{-1/2})\in \mathbb {Z} [q^{1/2},q^{-1/2}]}
은 {\displaystyle q^{1/2}}에 대한 정수 계수 로랑 다항식이다.

### 연산과의 호환성
홈플리 다항식은 매듭의 연결합에 대하여 곱셈적이다. 즉, 임의의 두 유향 매듭 {\displaystyle K}, {\displaystyle K'}에 대하여, 다음이 성립한다.
{\displaystyle P_{K\#K'}(\alpha ,z)=P_{K}(\alpha ,z)P_{K'}(\alpha ,z)}
서로 얽히지 않은 두 성분으로 구성된 연환 {\displaystyle L=L_{1}\sqcup L_{2}}에 대하여, 다음이 성립한다.
{\displaystyle P_{L_{1}\sqcup L_{2}}(\alpha ,z)={\frac {\alpha -\alpha ^{-1}}{z}}P_{L_{1}}(\alpha ,z)P_{L_{2}}(\alpha ,z)}
유향 연환 {\displaystyle L\colon (\mathbb {S} ^{1})^{\sqcup n}\hookrightarrow \mathbb {S} ^{3}}의 거울 대칭을
{\displaystyle {\bar {L}}=\iota \circ L}
{\displaystyle \iota \colon \mathbb {S} ^{3}\to \mathbb {S} ^{3}}
이라고 할 때, 다음이 성립한다.
{\displaystyle P_{\bar {L}}(\alpha ,z)=P_{L}(-\alpha ^{-1},z)}
즉, 홈플리 다항식은 거울 대칭 매듭을 구별할 수 있다.
매듭의 홈플리 다항식은 선택한 방향에 의존하지 않는다. 보다 일반적으로, 유향 연환에서, 모든 연결 성분의 방향을 동시에 뒤집으면, 홈플리 다항식은 바뀌지 않는다.

### 천-사이먼스 이론과의 관계
홈플리 다항식은 천-사이먼스 이론의 윌슨 고리의 기댓값으로 주어진다.
구체적으로, 3차원 초구 위의, 준위 {\displaystyle k\in \mathbb {N} }의 {\displaystyle \operatorname {SU} (N)} 천-사이먼스 이론을 생각하자. 이제, 초구 속의 유향 연환 {\displaystyle L}에 대한, {\displaystyle N}차원 정의 표현(영어: defining representation)에서 취한 윌슨 고리 연산자의  (정규화) 상관 함수는 다음과 같이, 홈플리 다항식으로 주어진다.:382, (4.22–4.23)
{\displaystyle \left\langle \operatorname {tr} \oint _{L}A\right\rangle ={\frac {\alpha -\alpha ^{-1}}{z}}P_{L}(\alpha ,z)}
{\displaystyle q=\exp {\frac {2\pi \mathrm {i} }{N+k}}}
{\displaystyle z=q^{1/2}-q^{-1/2}}
{\displaystyle \alpha =q^{N/2}}

## 예
간단한 매듭들의 홈플리 다항식은 다음과 같다.
| 매듭                                            | 홈플리 다항식                                                        |
| ----------------------------------------------- | -------------------------------------------------------------------- |
| 공집합 (0개 연결 성분의 연환)                   | {\displaystyle z/(\alpha -\alpha ^{-1})}                             |
| 자명한 매듭 01                                  | 1                                                                    |
| {\displaystyle n}개 연결 성분의 자명한 연환     | {\displaystyle (\alpha -\alpha ^{-1})^{n-1}/z^{n-1}}                 |
| 세잎매듭 31 (왼손)                              | {\displaystyle 2\alpha ^{2}-\alpha ^{4}+\alpha z^{2}}                |
| 세잎매듭 31 (오른손)                            | {\displaystyle 2\alpha ^{-2}-\alpha ^{-4}+\alpha ^{-2}z^{2}}         |
| 8자 모양 매듭 41                                | {\displaystyle -1+\alpha ^{2}+\alpha ^{-2}-z^{2}}                    |
| 호프 연환 {\displaystyle 2_{1}^{1}} (연환수 +1) | {\displaystyle -\alpha ^{-3}z^{-1}+\alpha ^{-1}z+\alpha ^{-1}z^{-1}} |
| 호프 연환 {\displaystyle 2_{1}^{1}} (연환수 −1) | {\displaystyle \alpha ^{3}z^{-1}-\alpha z-\alpha z^{-1}}             |

### 타래 관계의 예

#### 자명한 연환
다음과 같은 타래 관계를 생각하자.
|                                   |                                   |                                               |
| {\displaystyle L_{+}}             | {\displaystyle L_{-}}             | {\displaystyle L_{0}}                         |
| 자명한 매듭 {\displaystyle 0_{1}} | 자명한 매듭 {\displaystyle 0_{1}} | 자명한 연환 {\displaystyle 0_{1}\sqcup 0_{1}} |
그렇다면, 타래 관계는 다음과 같다.
{\displaystyle \alpha -\alpha ^{-1}=zP_{0_{1}\sqcup 0_{1}}(\alpha ,z)}
즉, 2개 성분의 자명한 연환의 홈플리 다항식은 다음과 같다.
{\displaystyle P_{0_{1}\sqcup 0_{1}}(\alpha ,z)={\frac {\alpha -\alpha ^{-1}}{z}}}

#### 호프 연환
다음과 같은 타래 관계를 생각하자.
|                                                 |                                               |                                   |
| {\displaystyle L_{+}}                           | {\displaystyle L_{-}}                         | {\displaystyle L_{0}}             |
| 호프 연환 {\displaystyle 2_{1}^{1}} (연환수 +1) | 자명한 연환 {\displaystyle 0_{1}\sqcup 0_{1}} | 자명한 매듭 {\displaystyle 0_{1}} |
그렇다면, 타래 관계는 다음과 같다.
{\displaystyle \alpha P_{2_{1}^{1}}(\alpha ,z)-\alpha ^{-1}\left({\frac {\alpha -\alpha ^{-1}}{z}}\right)=z}
즉, 호프 연환의 홈플리 다항식은 다음과 같다.
{\displaystyle P_{2_{1}^{1}}(\alpha ,z)=\alpha ^{-1}z+\alpha ^{-1}z^{-1}-\alpha ^{-3}z^{-1}}
만약 호프 연환의 두 성분 가운데 하나의 방향을 바꾼다면, 거울 대칭이 되어 {\displaystyle \alpha \mapsto -\alpha ^{-1}}가 되며,
{\displaystyle P_{2_{1}^{1}}(\alpha ,z)=-\alpha z-\alpha z^{-1}+\alpha ^{3}z^{-1}}
를 얻는다.
| 유향 연환     |                                                                     |                                                           |
| 연환수        | +1                                                                  | −1                                                        |
| 홈플리 다항식 | {\displaystyle \alpha ^{-1}z+\alpha ^{-1}z^{-1}-\alpha ^{-3}z^{-1}} | {\displaystyle -\alpha z-\alpha z^{-1}+\alpha ^{3}z^{-1}} |

#### 세잎매듭
다음과 같은 타래 관계를 생각하자.
|                                |                                   |                                                 |
| {\displaystyle L_{+}}          | {\displaystyle L_{-}}             | {\displaystyle L_{0}}                           |
| 세잎매듭 {\displaystyle 3_{1}} | 자명한 매듭 {\displaystyle 0_{1}} | 호프 연환 {\displaystyle 2_{1}^{1}} (연환수 +1) |
이에 따라 타래 관계는
{\displaystyle \alpha P_{3_{1}}(\alpha ,z)-\alpha ^{-1}=z\left(\alpha ^{-1}z+\alpha ^{-1}z^{-1}-\alpha ^{-3}z^{-1}\right)}
이다. 즉,
{\displaystyle P_{3_{1}}(\alpha ,z)=2\alpha ^{-2}-\alpha ^{-4}+\alpha ^{-2}z^{2}}
이다. 물론, 그 거울 대칭을 취하면
{\displaystyle P_{3_{1}}(\alpha ,z)=2\alpha ^{2}-\alpha ^{4}+\alpha ^{2}z^{2}}
이다.
| 매듭          |                                                           |                                                              |
| 이름          | 왼손 세잎매듭                                             | 오른손 세잎매듭                                              |
| 홈플리 다항식 | {\displaystyle 2\alpha ^{2}-\alpha ^{4}+\alpha ^{2}z^{2}} | {\displaystyle 2\alpha ^{-2}-\alpha ^{-4}+\alpha ^{-2}z^{2}} |

### 홈플리 다항식이 방향을 구별하지 못하는 매듭
매듭 942은 스스로의 거울 대칭과 다르지만, 이 두 매듭은 같은 홈플리 다항식을 갖는다 (즉, 홈플리 다항식은 이 경우 거울 대칭을 구별하지 못한다). 매듭 1071의 경우도 마찬가지다.

## 역사
제임스 워델 알렉산더가 1923년에 알렉산더 다항식을 발견하였다. 1969년에 존 호턴 콘웨이가 알렉산더 다항식이 타래 관계를 통해 정의될 수 있음을 보였다.
이후 1984년에 본 존스가 존스 다항식을 발견하였다.
1985년에 이들의 일반화인 홈플리 방정식을 피터 존 프라이드(영어: Peter John Freyd, 1936~) · 데이비드 예터(영어: David N. Yetter) ·
짐 호스트(영어: Jim Hoste) · 윌리엄 버나드 레이먼드 리커리시(영어: William Bernard Raymond Lickorish, 1938~) · 케네스 밀렛(영어: Kenneth Millett, 1941~) · 아드리안 오크네아누(루마니아어: Adrian Ocneanu)가 공동으로 발견하였다. “홈플리”(영어: HOMFLY)라는 이름은 이를 발견한 6인의 머리글자(FYHLMO)를 발음할 수 있게 재배열한 것이다.
거의 동시에 유제프 헨리크 프시티츠키(폴란드어: Józef Henryk Przytycki, 1953~)와 파베우 트라치크(폴란드어: Paweł Traczyk)가 같은 다항식을 발견하였으나, 2년 늦게 출판하였다. 이 때문에 홈플리 다항식은 간혹 “홈플리-PT 다항식”(영어: HOMFLY–PT polynomial) 또는 “플립모스 다항식”(영어: FLYPMOTH polynomial) 따위로 불리기도 한다.
이후 1989년에 에드워드 위튼이 홈플리 다항식과 천-사이먼스 이론 사이의 관계를 발견하였다.